# Tomášikovo
Tomášikovo / Tallós (in ungherese Tallós) è un comune della Slovacchia facente parte del distretto di Galanta, nella regione di Trnava.